# Сомалийский страус
Сомалийский страус (лат. Struthio molybdophanes) — вид крупных нелетающих птиц из рода африканских страусов.  Местное сомалийское название — горайо. Распространён в восточной части Африки — в Сомали и Кении:1285. У самцов голубовато-серая шея и бёдра и, как и у обыкновенного страуса, на макушке имеется лысина:1285. Самки обладают более ярким коричневым оперением, чем у собственно африканского страуса.
Ранее рассматривался как подвид африканского страуса (Struthio camelus). В связи со значительной репродуктивной изоляцией от других страусов, выявленной путём анализа митохондриальной ДНК, в 2014 году было предложено признать сомалийского страуса отдельным видом; Международный союз орнитологов и Международный союз охраны природы поддержали эту инициативу.

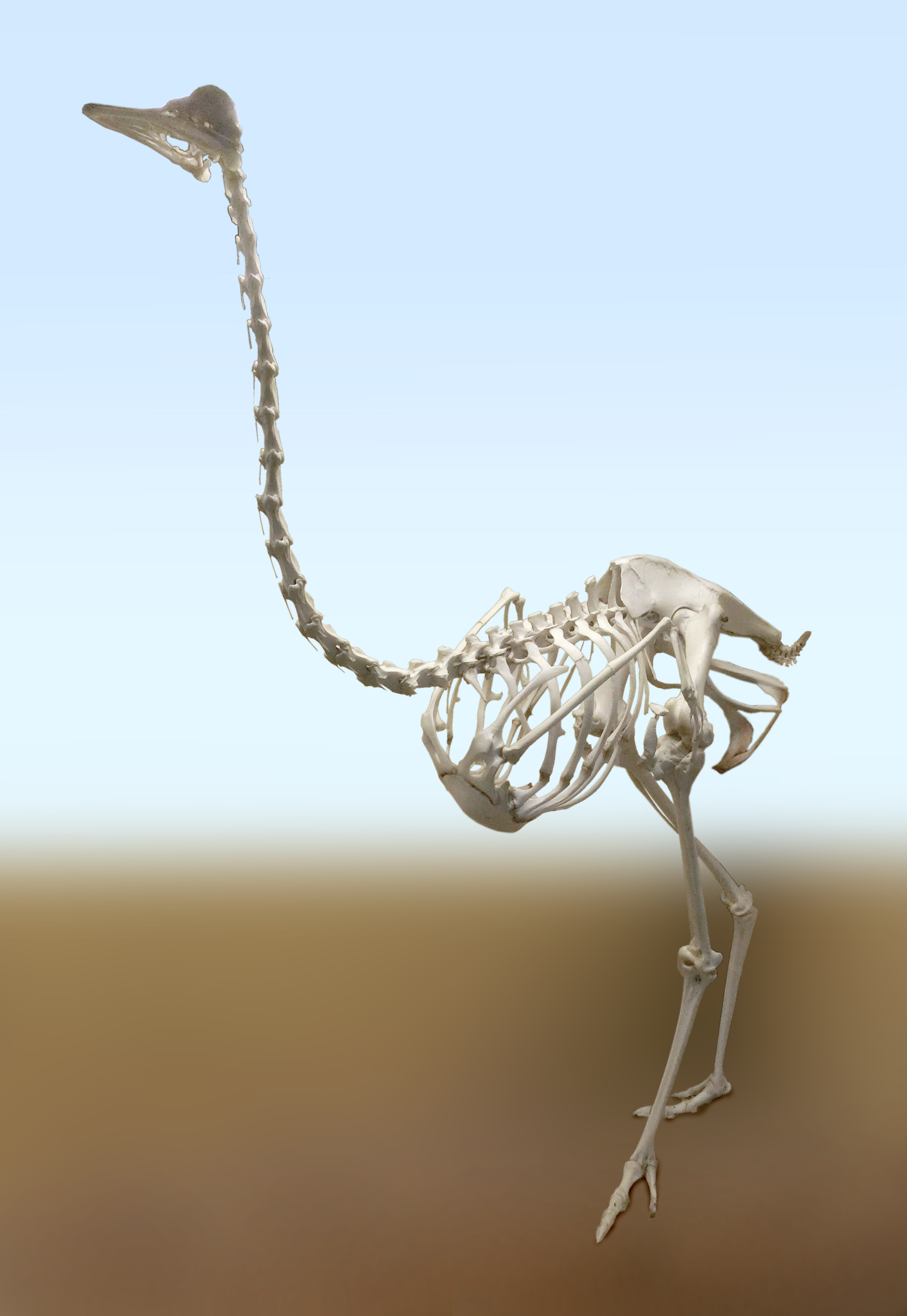
Скелет